# بامداد تو را می‌بینم
بامداد تو را می‌بینم (به انگلیسی: See You in the Morning) فیلمی محصول سال ۱۹۸۹ و به کارگردانی آلن جی پاکولا است. در این فیلم بازیگرانی همچون جف بریجز، آلیس کریج، فارا فاست، درو بریمور، لوکاس هاس، دیوید دوکس، فرنسیس استرنهیگن، جرج هرن، تئودور بیکل، لیندا لوین، مکالی کالکین، تام آلدریج، دورتی بریجز و بستی آیدم ایفای نقش کرده‌اند.